# Mary Shepard
Mary Shepard (ur. 25 grudnia 1909, zm. 4 września 2000) −  angielska ilustratorka książek, znana szczególnie jako ilustratorka serii książek o Mary Poppins autorstwa Pameli Lyndon Travers.